# Správní obvod obce s rozšířenou působností Litoměřice
Správní obvod obce s rozšířenou působností Litoměřice je od 1. ledna 2003 jedním ze tří správních obvodů rozšířené působnosti obcí v okrese Litoměřice v Ústeckém kraji. Čítá 40 obcí.
Města Litoměřice, Štětí a Úštěk jsou obcemi s pověřeným obecním úřadem.

## Seznam obcí
Poznámka: Města jsou vyznačena tučně, městyse kurzívou.
- Bohušovice nad Ohří
- Brňany
- Brozany nad Ohří
- Býčkovice
- Dolánky nad Ohří
- Drahobuz
- Hlinná
- Horní Řepčice
- Hoštka
- Chotiněves
- Chudoslavice
- Kamýk
- Křešice
- Levín
- Liběšice
- Libochovany
- Litoměřice
- Lovečkovice
- Malíč
- Michalovice
- Miřejovice
- Mlékojedy
- Oleško
- Píšťany
- Ploskovice
- Polepy
- Račice
- Rochov
- Snědovice
- Staňkovice
- Štětí
- Terezín
- Travčice
- Trnovany
- Třebušín
- Úštěk
- Velké Žernoseky
- Vrutice
- Žalhostice
- Žitenice

## Obyvatelstvo
| Rok  | Obyv.  | ± %     |
| ---- | ------ | ------- |
| 1869 | 57 547 | —       |
| 1880 | 65 329 | +13,5 % |
| 1890 | 65 837 | +0,8 %  |
| 1900 | 67 372 | +2,3 %  |
| 1910 | 71 032 | +5,4 %  |

| Rok  | Obyv.  | ± %     |
| ---- | ------ | ------- |
| 1921 | 71 736 | +1 %    |
| 1930 | 75 650 | +5,5 %  |
| 1950 | 49 099 | −35,1 % |
| 1961 | 52 817 | +7,6 %  |
| 1970 | 54 554 | +3,3 %  |

| Rok  | Obyv.  | ± %    |
| ---- | ------ | ------ |
| 1980 | 57 812 | +6 %   |
| 1991 | 57 117 | −1,2 % |
| 2001 | 57 645 | +0,9 % |
| 2011 | 58 333 | +1,2 % |
| 2021 | 57 890 | −0,8 % |